# Ривер Фолс (Алабама)
Ривер Фолс (енгл. River Falls) град је у америчкој савезној држави Алабама. По попису становништва из 2010. у њему је живело 526 становника.

## Демографија
Према попису становништва из 2010. у граду је живело 526 становника, што је 90 (14,6%) становника мање него 2000. године.
| Група             | 2000.       | 2010.       |
| Белци             | 380 (61,7%) | 320 (60,8%) |
| Афроамериканци    | 222 (36,0%) | 184 (35,0%) |
| Азијати           | 0 (0,0%)    | 0 (0,0%)    |
| Хиспаноамериканци | 5 (0,8%)    | 8 (1,5%)    |
| Укупно            | 616         | 526         |